# Compagnie Marconi
Pour les autres significations, voir Marconi.
Ne doit pas être confondu avec Pathé-Marconi.
 (février 2024).
Si vous disposez d'ouvrages ou d'articles de référence ou si vous connaissez des sites web de qualité traitant du thème abordé ici, merci de compléter l'article en donnant les références utiles à sa vérifiabilité et en les liant à la section « Notes et références ».

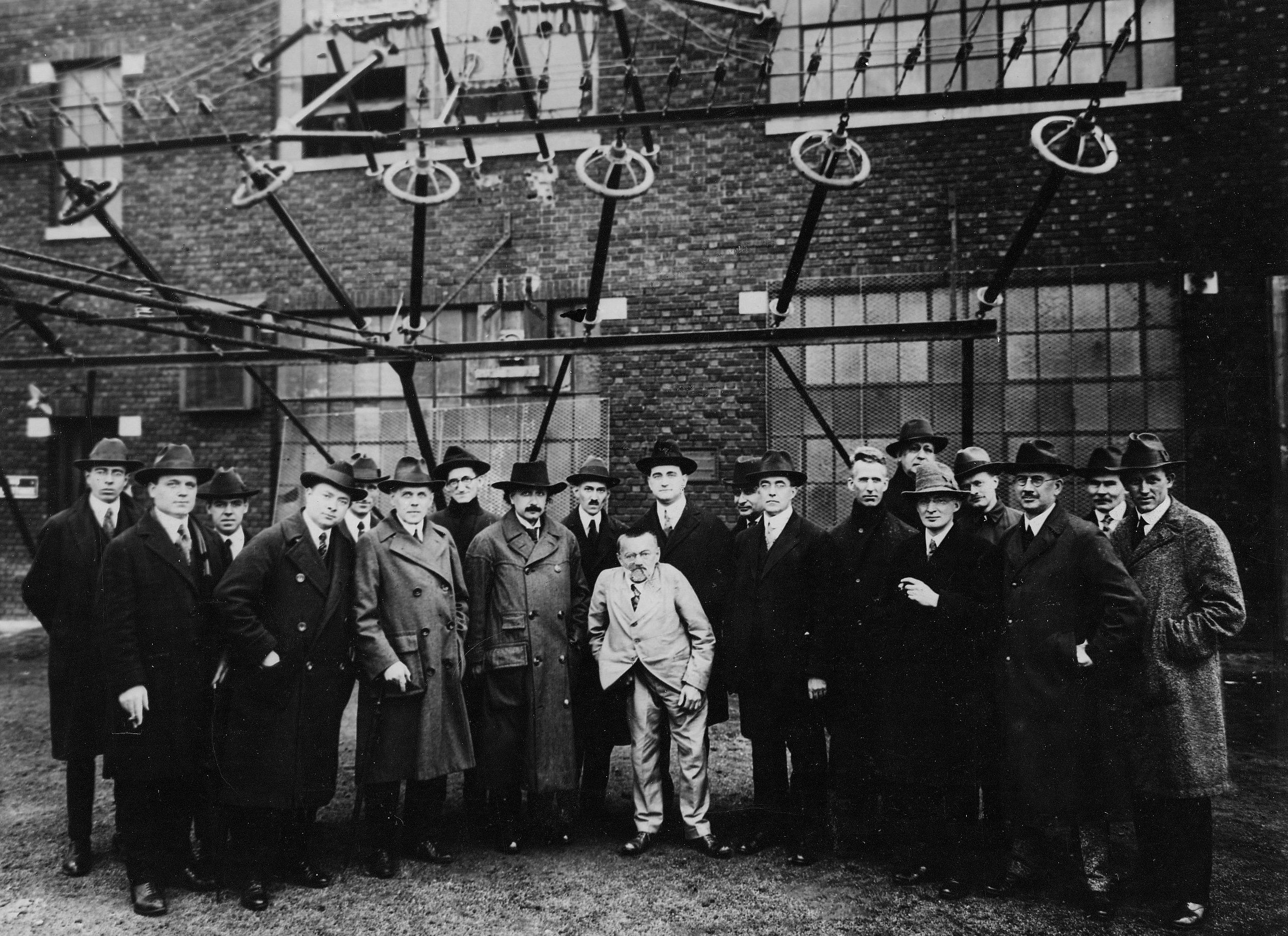
Albert Einstein visite la station Marconi de New Brunswick (New Jersey) en 1921, avec d'autres scientifiques et ingénieurs dont Charles Proteus Steinmetz, Irving Langmuir et Albert W. Hull.

La compagnie Marconi est une entreprise britannique disparue qui fut fondée en 1897 par Guglielmo Marconi sous le nom de The Wireless Telegraph & Signal Company (quelquefois également Wireless Telegraph Trading Signal Company) pour exploiter ses inventions dans le domaine de la télégraphie sans fil. Elle fut renommée Marconi's Wireless Telegraph Company en 1900 et The Marconi Company en 1963. Elle fut à l'origine de nombreux développements dans le domaine de la radio et de la télévision, des radars, de l'aviation et de l'électronique.
En 1946, elle fut achetée par English Electric et en 1968, elle fut rachetée par General Electric Company (GEC) qui l'intégra dans sa division de la défense. Elle prit le nom de GEC-Marconi en 1987 et Marconi Electronic Systems (MES) en 1998. Cette division de GEC fusionna avec British Aerospace pour devenir BAE Systems en 1999. La compagnie Marconi ne doit pas être confondue avec la Marconi Corporation créée en 1999 avec le reste de GEC.

## Fondation

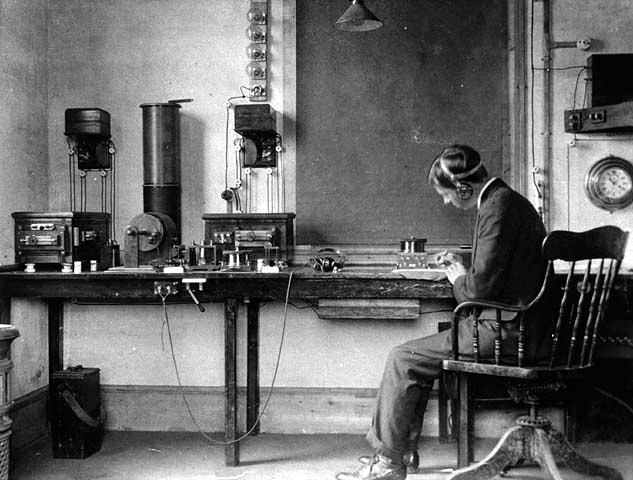
Un employé de Marconi en 1906.

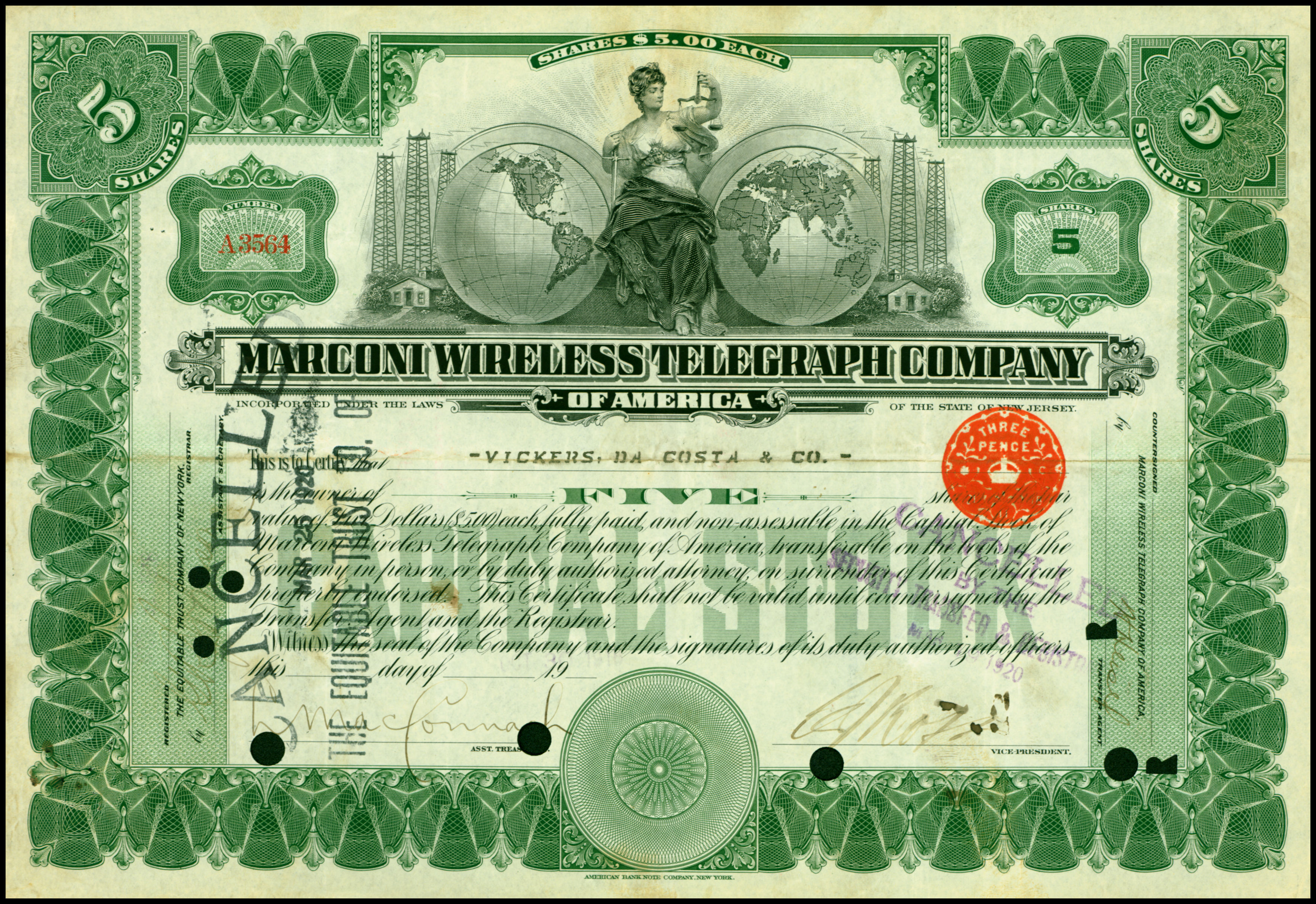
Action de la Marconi Wireless Telegraph Company of America en date du 30 octobre 1916

Le physicien et homme d'affaires italien, considéré comme l’inventeur de la radio et de la télégraphie sans fil, Guglielmo Marconi fonda la société Wireless Telegraph and Signal Company le 20 juillet 1897, après avoir obtenu le brevet pour la transmission radio en mars de la même année. En 1898, la première usine au monde de fabrication de radios fut inaugurée sur la rue Hall à Chelmsford (Angleterre).
La compagnie mit sur pied le Marconi's Wireless Telegraph Training College en 1901 pour former ses opérateurs radio.
En janvier 1910, Godfrey Isaacs est désigné directeur de la compagnie, malgré son absence d'expérience dans ce secteur ; en août, il est nommé président de la compagnie. En 1912, il introduit en Bourse plusieurs filiales, la Spanish Marconi Company, la Marconi's Wireless Telegraph Company of Canada et la Marconi Wireless Telegraph Company of America (en), afin de profiter des perspectives du futur contrat passé avec le gouvernement du Royaume-Uni concernant un potentiel réseau sans fil impérial. Mais l'introduction de la filiale américaine à la Bourse de Londres est entachée d'un délit d'initié, dû directement à son président. Trois membres du gouvernement, dont le chancelier de l'Échiquier Lloyd George et le propre frère de Godfrey Isaacs, Rufus Isaacs, sont soumis à une commission d'enquête parlementaire et à une campagne de presse les accusant de corruption. Le scandale Marconi n'a toutefois pas de conséquences directes sur leurs carrières, mais le contrat est repoussé, et Godfrey Isaacs poursuit en justice le journal The New Witness, dont le directeur Cecil Chesterton avait révélé l'affaire.
La compagnie participa à la formation de la British Broadcasting Company (qui devint la BBC) en Grande-Bretagne en 1922, à la Unione Radiofonica Italiana (URI) (aujourd'hui la RAI) en 1924 qui reçut un monopole de diffusion en Italie sous le régime de fasciste de Mussolini.
Elle créa également des filiales comme Marconi Wireless Telegraph Company of America, qui fut acquise en 1920 par RCA, et Marconi Marine (1904). En 1939, les laboratoires Marconi de Great Baddow furent fondés et absorbèrent Ekco Instruments en 1941 pour devenir Marconi Instruments.
Dans les laboratoires de recherches de Marconi furent effectués certains des plus importants développements dans de nombreux domaines :
- La première diode à vide en 1904 par Fleming ;
- La première transmission radio transatlantique ;
- Développement des ondes courtes et la première transmission à haute fréquence ;
- Améliorations au radar, à la télévision et à l'avionique.

## Filiale d’English Electric
La compagnie English Electric acheta Marconi en 1946 pour l'adjoindre à sa division aérienne, ferroviaire et de génie électrique lourd. En 1948, la nouvelle filiale d’English fut réorganisée en quatre secteurs : télécommunications, radiodiffusion, aéronautique et radar. Au cours des années suivantes, le nombre augmenta pour atteindre treize secteurs de productions en 1965. Cette année-là, le nombre fut réduit à trois, soit : télécommunications, électronique et composantes.
Marconi possédait à ce moment-là des usines et laboratoires à Chelmsford, Baddow, Basildon, Billericay, Writtle, Wembley, Gateshead et Hackbridge au Royaume-Uni. Elle possédait également Marconi Instruments, Sanders Electronics, Eddystone Radio et Marconi Italiana de Gênes.